# Chad Michael Murray
Chad Michael Murray (Buffalo, 24 agosto 1981) è un attore, modello, produttore televisivo e produttore cinematografico statunitense, noto per le sue interpretazioni nelle serie televisive Dawson's Creek, Una mamma per amica e One Tree Hill.

## Biografia
La madre ha abbandonato Chad e i suoi fratelli (Rex, Nick e Brandon) nel 1991, quando Chad aveva 10 anni. Da ragazzo Chad si dedica al football, che pratica anche al liceo, il Clarenche High School: un infortunio all'età di 15 anni, però, lo confina in ospedale per un paio di settimane, ed è proprio qui che una infermiera, ritenendo il giovane di bell'aspetto, lo convince a tentare la carriera di modello. Così, prima ancora del diploma, vince alcuni concorsi nel settore, ma è solo dal 1999 che inizia a sfilare per le principali case di moda.

### Carriera
Il primo lavoro da modello di Chad fu per un giornale per ragazzi all'età di 10 anni. In seguito lavora per un negozio di ciambelle. Durante il liceo vince un concorso, indetto da un'agenzia di modelli a Buffalo, per partecipare ad un convegno di moda ad Orlando. Qui il manager Jon Simmons di Los Angeles gli offre la possibilità di recitare, dopo aver preso il diploma. Sotto la guida di Simmons, Chad comincia il suo lavoro in televisione.
Nel 1999 lavora a Hollywood per clienti come Sketchers, Hilfiger e Gucci, prima di apparire come guest star in un episodio di Undressed e nell'episodio The Cradle Will Rock della serie televisiva Un detective in corsia. Lentamente emerge come attore, e gli vengono affidati piccoli ruoli nei film televisivi Aftermath e Murphy's Dozen. Nello stesso periodo interpreta un piccolo ruolo nel thriller 2012 - L'avvento del male.
La popolarità come attore arriva quando la The WB gli offre il ruolo di Tristan Dugray, il rubacuori della classe di Rory, nella serie TV Una mamma per amica. Il personaggio piacque molto al pubblico tanto che fu offerto a Chad un ruolo fisso per la seconda stagione, ma l'attore rifiutò per accettare un nuovo ruolo ricorrente nella serie televisiva Dawson's Creek, dove interpreta Charlie Todd, playboy che seduce il personaggio di Jen, interpretata da Michelle Williams. Nuovamente, nonostante il suo arco narrativo fosse concluso, il personaggio fu richiesto ulteriormente dal pubblico così che fu reinserito più avanti nella stagione come nuovo interesse amoroso di Joey (Katie Holmes).
Tra la seconda metà del 2002 e la prima metà del 2003 prende parte prima a Quel pazzo venerdì e poi a Cinderella Story, dove interpreta i ruoli da co-protagonista maschile in due film prodotti rispettivamente dalla Disney e dalla Warner Bros. e destinati a un pubblico adolescente. In Quel pazzo venerdì interpreta il ruolo di Jake, ragazzo appassionato di musica rock e interesse amoroso della protagonista Lindsay Lohan, mentre in Cinderella Story ricopre il ruolo di Austin Ames, principe azzurro della Cenerentola moderna interpretata da Hilary Duff.

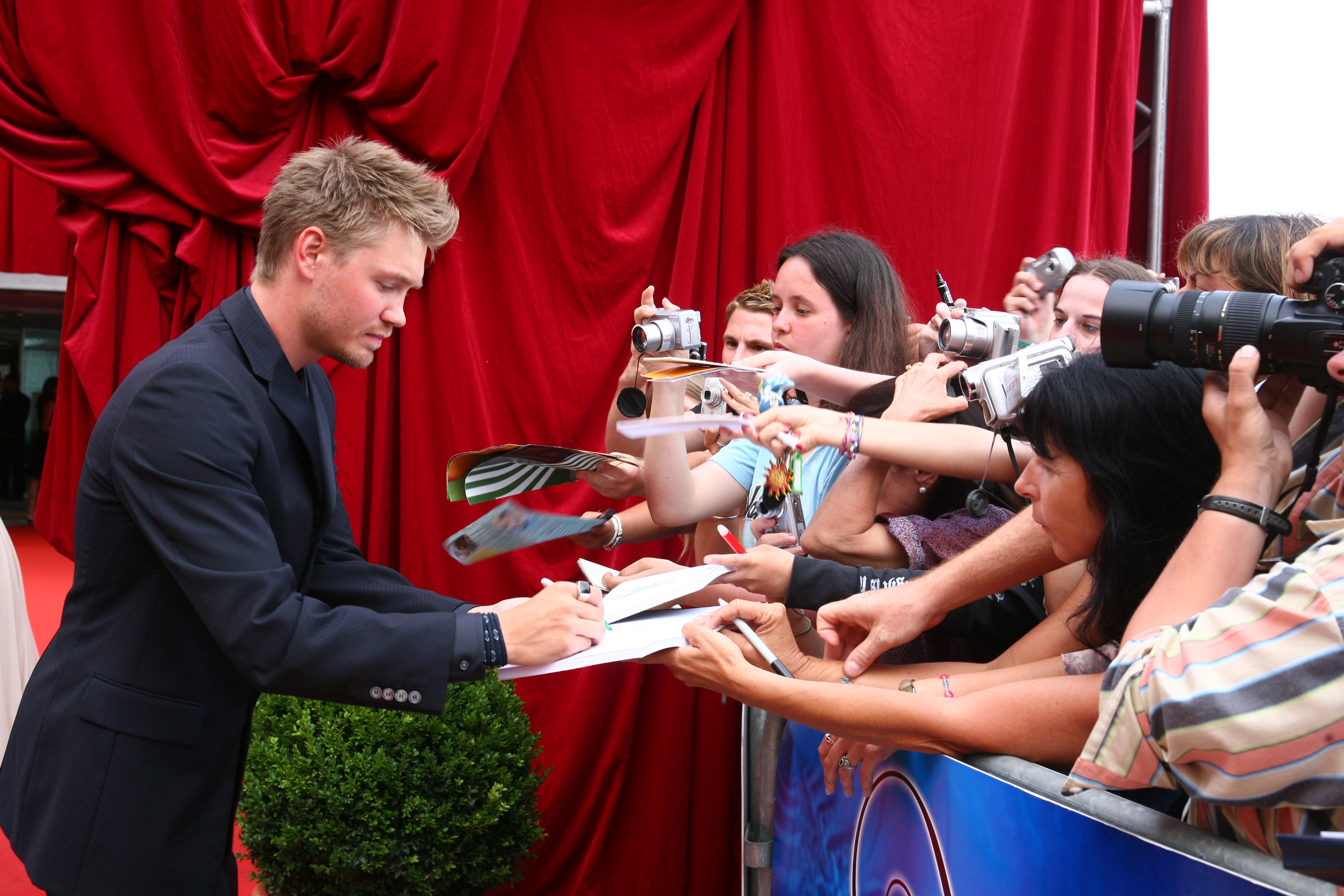
Chad Michael Murray.

Nella pausa occorsa tra le riprese dei due film, Chad appare inoltre nella serie TV CSI: Scena del crimine, nell'episodio The Accused Is Entitled del 2002 nel ruolo di Tom Haviland.
Nel 2003 ottiene il ruolo da protagonista in One Tree Hill, serie creata per sostituire nel palinsesto Dawson's Creek che si avviava ormai alla sua conclusione. One Tree Hill debutta a settembre 2003 e ottiene ottimi ascolti; il ruolo di Lucas Scott, ricoperto da Chad nella serie, porta all'attore molta popolarità e gli permette di cimentarsi per la prima volta nella scrittura e nella regia. Nell'aprile 2009, a causa di tagli al budget voluti dalla The CW, Chad viene estromesso dalla serie che abbandona al termine della sesta stagione dopo 130 episodi interpretati, per poi tornare ad apparire in un episodio della nona stagione.
Durante l'estate del 2004, tra le riprese della prima e seconda stagione di One Tree Hill, Chad partecipa inoltre al remake del film horror, La maschera di cera. Nel 2005 prende parte, con un piccolo ruolo, al film corale Home of the Brave - Eroi senza gloria.
Nel 2010 gira due film per la televisione: Lies in Plain Sight e Cupido a Natale, dove recita con Christina Millian e Ashley Benson..
Successivamente gira il film indipendente Day One (anche noto con il titolo di Renee) al fianco di Kat Dennings e il film horror The Haunting in Connecticut 2: Ghosts of Georgia; partecipa poi come attore ospite nei primi due episodi della quinta ed ultima stagione della serie Southland.
Dal 2013 si dedica nuovamente alla carriera cinematografica partecipando al film Prossima fermata Fruitvale Station, prodotto da Forest Whitaker, e prende poi parte al film indipendente Cavemen e al film Left Behind - La profezia con Nicolas Cage. Da segnalare inoltre un cameo nel film A Madea Christmas di Tyler Perry e la partecipazione, come presenza regolare, alla seconda stagione della serie Chosen.
Nel 2015 entra nel cast della serie TV Agent Carter, interpretando la parte di Jack Thompson. Sempre nello stesso anno fa da guest star in Scream Queens.
Nel 2019 appare nella serie televisiva Riverdale nel ruolo di Edgar Evernver. 
Nel 2024 è nel cast del film La mamma della Sposa

## Vita privata
Appassionato sportivo, pratica basket, pallavolo, sci e football. Partecipa attivamente alle campagne contro l'uso di droghe.
Il 16 aprile 2005 sposa a Santa Monica l'attrice Sophia Bush, sua co-star in One Tree Hill, dopo un anno di fidanzamento. A settembre 2005, a distanza di soli cinque mesi, la coppia annuncia la separazione.
Nel gennaio del 2015, Chad Michael Murray e Sarah Roemer, sua collega in Chosen, annunciano di essersi sposati l'estate precedente. Il loro primo figlio nasce il 31 maggio 2015. Nel marzo 2017 i due hanno avuto una bambina. Ad agosto 2023 è nata la loro terza figlia.

## Filmografia

### Cinema
- 2012 - L'avvento del male (Megiddo: The Omega Code 2), regia di Brian Trenchard-Smith (2001)
- Quel pazzo venerdì (Freaky Friday), regia di Mark Waters (2003)
- A Cinderella Story, regia di Mark Rosman (2004)
- La maschera di cera (House of Wax), regia di Jaume Collet-Serra (2005)
- Home of the Brave - Eroi senza gloria (Home of the Brave), regia di Irwin Winkler (2006)
- Renee - La mia storia (To Write Love on Her Arms), regia di Nathan Frankowski (2012)
- Prossima fermata Fruitvale Station (Fruitvale Station), regia di Ryan Coogler (2013)
- The Haunting in Connecticut 2: Ghosts of Georgia, regia di Tom Elkins (2013)
- Cavemen, regia di Herschel Faber (2013)
- A Madea Christmas, regia di Tyler Perry (2013)
- Left Behind - La profezia (Left Behind), regia di Vic Armstrong (2014)
- Other People's Children, regia di Liz Hinlein (2014)
- Outlaws and Angels, regia di J. T. Mollner (2016)
- Camp Cold Brook, regia di Andy Palmer (2018)
- Max Winslow and the House of Secrets, regia di Sean Olson (2019)
- Survive the Night, regia di Matt Eskandari (2020)
- Caccia al killer: Ted Bundy (Ted Bundy: American Boogeyman), regia di Daniel Farrands (2021)
- Survive the Game, regia di James Cullen Bressack (2021)
- Fortress - La fortezza (Fortress), regia di James Cullen Bressack (2021)
- Fortress: Sniper's Eye, regia di Josh Sternfeld (2022)
- La madre della sposa (Mother of the Bride), regia di Mark Waters (2024)
- The Merry Gentlemen, regia di Peter Sullivan (2024)
- Quel pazzo venerdì, sempre più pazzo (Freakier Friday), regia di Nisha Ganatra (2025)

### Televisione
- Undressed – serie TV, episodio 2x17 (2000)
- Un detective in corsia (Diagnosis Muder) – serie TV, episodio 8x06 (2000)
- Una mamma per amica (Gilmore Girls) – serie TV, 11 episodi (2000-2001)
- Murphy's Dozen, regia di Gavin O'Connor (2001) - episodio pilota scartato
- Aftermath, regia di Lorraine Senna – film TV (2001)
- Dawson's Creek – serie TV, 12 episodi (2001-2002)
- CSI: Scena del crimine (CSI: Crime Scene Investigation) – serie TV, episodio 3x02 (2002)
- The Lone Ranger, regia di Jack Bender (2003) - episodio pilota scartato
- One Tree Hill – serie TV, 131 episodi (2003-2009, 2012) - Lucas Scott
- Lies in Plain Sight, regia di Patricia Cardoso – film TV (2010)
- Cupido a Natale (Christmas Cupid), regia di Gil Junger – film TV (2010)
- Scruples, regia di Michael Sucsy (2012) - episodio pilota scartato
- Southland – serie TV, episodi 5x01-5x02 (2013)
- Chosen – serie web, 18 episodi (2013-2015)
- Texas Rising – miniserie TV, 5 episodi (2015)
- Agent Carter – serie TV, 14 episodi (2015-2016)
- Scream Queens – serie TV, episodio 1x10 (2015)
- Sun Records – serie TV, 8 episodi (2017)
- La casa dei miei ricordi (The Beach House), regia di Roger Spottiswoode – film TV (2018)
- Star - serie TV, 8 episodi (2018-2019)
- Tutti insieme per Natale (Road to Christmas), regia di Allan Harmon - film TV (2018)
- Riverdale - serie TV, 8 episodi (2019-2020)
- Un biglietto per Natale (Write Before Christmas), regia di Pat Williams - film TV (2019)
- Amore a Winterland (Love in Winterland), regia di Pat Williams - film TV (2020)
- Too Close for Christmas, regia di Ernie Barbarash - film TV (2020)
- I colori dell'amore (Colors of Love), regia di Bradley Walsh - film TV (2021)
- Un affare d'amore (Sand Dollar Cove), regia di Fred Gerber - film TV (2021)
- Il Natale di Angel Falls (Angel Falls Christmas), regia di Jerry Ciccoritti - film TV (2021)
- The Holiday Train, regia di Bradley Walsh - film TV (2021)
- Sullivan's Crossing - serie TV, 30 episodi (2023-2025)
- Natale a Windmill Way (Christmas on Windmill Way), regia di Don McBrearty - film TV (2023)

### Regista
- One Tree Hill - episodio 6x14 (2009)

### Sceneggiatore
- One Tree Hill - episodio 6x11 (2008)

## Doppiatori italiani
Nelle versioni in italiano delle opere in cui ha recitato, Chad Michael Murray è stato doppiato da:
- Marco Vivio in Una mamma per amica, Quel pazzo venerdì, Texas Rising, Riverdale, Too Close for Christmas, Survive The Night, Survive the Game, I colori dell'amore, Fortress - La fortezza, Fortress: Sniper's Eye, Natale a Windmill Way, La madre della sposa, Quel pazzo venerdì, sempre più pazzo
- Stefano Crescentini in One Tree Hill, Home of the Brave - Eroi senza gloria, Cupido a Natale, The Merry Gentlemen
- Corrado Conforti in Dawson's Creek, Southland
- Francesco Pezzulli in Cinderella Story, Star
- Davide Albano in Scream Queens, Tutti insieme per Natale
- Alessandro Tiberi in La maschera di cera
- David Chevalier in Renee - La mia storia
- Andrea Mete in Left Behind - La profezia
- Gabriele Vender in Caccia al serial killer: Ted Bundy
- Simone Crisari in Un detective in corsia
- Giorgio Borghetti in CSI: Scena del crimine
- Gianfranco Miranda in Agent Carter
- Daniele Raffaeli in Un biglietto per Natale
- Giuliano Bonetto in Un affare d'amore
- Riccardo Petrozzi in Il Natale di Angel Falls